# Palacete Doglioni
O Palacete Doglioni, igualmente conhecido como Palacete Cúmano ou Cúmane, é um edifício histórico na cidade de Faro, na região do Algarve, em Portugal. Foi classificado como Imóvel de Interesse Público.

## Descrição
O imóvel tem uma planta de forma aproximadamente rectangular, formando totalmente um quarteirão, com a fachada principal para a Rua Lethes.Também tem frentes para Travessa do Lethes, o Largo do Terreiro do Bispo e a Rua Baptista Lopes.
O edifício é quase totalmente composto por dois pisos, tendo algumas partes com terceiro piso. Por exemplo, na fachada principal, organizada de forma simétrica, o corpo central tem três pisos. Várias janelas no edifício são de sacada, com balcões e guardas em ferro, sendo as molduras dos vãos num estilo comum do século XIX.

## História
O Palacete foi provavelmente construído na segunda metade do século XVIII, tendo sido adquirido pelo médico italiano Lázaro Doglioni nos princípios do século XIX, para lhe servir de habitação. Neste sentido, foi alvo de grandes obras, tendo o corpo central sido reconstruído. Em 1920, voltaram a ser feitas obras no palacete, por iniciativa de um novo proprietário, João António Júdice Fialho, tendo sido modificados os vãos no piso térreo, na fachada principal,. Em 1964, foi ocupado pela Escola de Hotelaria e Turismo de Faro, que abandonou o edifício na Década de 1990, agravando o processo de deterioração que já se fazia sentir há alguns anos.
O edifício foi classificado como Imóvel de Interesse Público pelo Decreto n.º 5/2002, de 19 de Fevereiro. Em meados da década de 2000, foram realizadas grandes obras de recuperação, por iniciativa da Comissão de Coordenação e Desenvolvimento Regional do Algarve. O edifício foi comprado pelo estado a particulares, pelo valor de 500 mil Euros, enquanto que os tranalhos de requalificação, concluídos em 2008, custaram cerca de dois milhões de Euros. Este processo foi considerado como um bom exemplo de restauro do património edificado na região. Após as obras, o edifício passou a ser ocupado pela divisão de Ordenamento do Território da Comissão de Coordenação e Desenvolvimento Regional do Algarve, que antes estava espalhada por vários apartamentos alugados na cidade. Assim, os serviços de Ordenamento do Território foram colocados no primeiro andar, enquanto que no piso térreo foi instalado um espaço de informação ao público. Parte do edifício também foi aproveitado para uma galeria de arte, que foi inaugurada em 15 de Dezembro de 2008, com a exposição fotográfica Andalusíadas, de António Perez, sobre as regiões da Andaluzia, Algarve e Alentejo.
Em 2016, a Câmara Municipal de Faro estava interessada em reutilizar o Palacete Doglioni, que na altura ainda estava sob a gestão da Comissão de Coordenação e Desenvolvimento Regional do Algarve, como parte de um programa da autarquia para adquirir e reaproveitar vários edificios históricos da cidade, com fins culturais e turísticos. Segundo Paulo Santos, vice-presidente da Câmara Municipal, o palacete era «um espaço muito importante para história da cidade e poderia ter uma utilidade diferente».

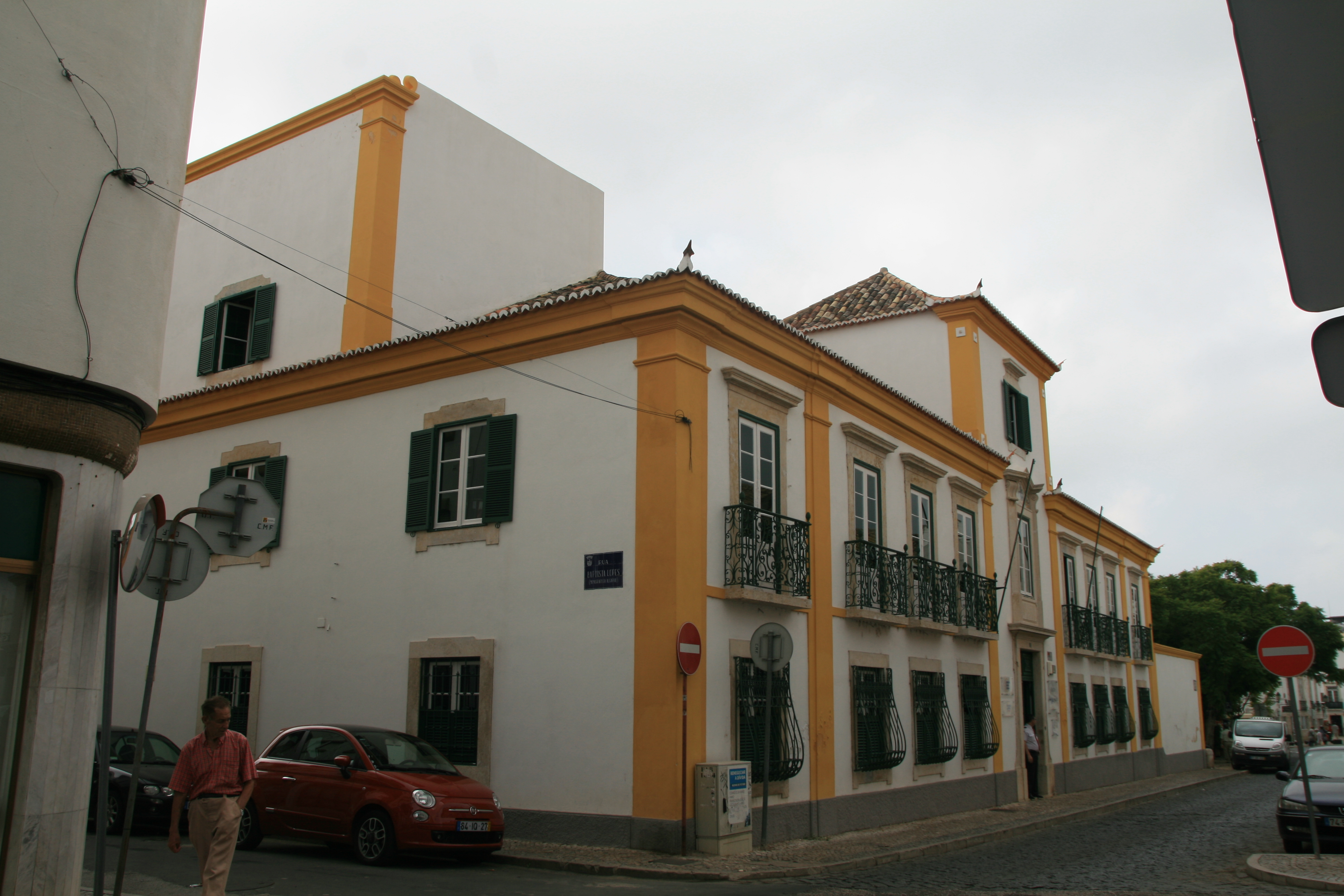
Canto Norte do Palacete, no cruzamento entre as ruas Lethes e Baptista Lopes, em 2011.

## Leitura recomendada
- Lameira, Francisco I. C. (1995). Faro: Edificações Notáveis. Faro: Câmara Municipal de Faro. 89 páginas